# Didymocentrus armasi
Espèce
Didymocentrus armasi est une espèce de scorpions de la famille des Diplocentridae.

## Distribution
Cette espèce est endémique de la province de Cienfuegos à Cuba. Elle se rencontre vers Cumanayagua.

## Description
Le mâle holotype mesure 39,26 mm et les femelles de 35,14 à 38,76 mm.

## Étymologie
Cette espèce est nommée en l'honneur de Luis F. de Armas.

## Publication originale
- Teruel & Rodriguez, 2008 : La subfamilia Diplocentrinae (Scorpiones: Scorpionidae) en Cuba. Quinta parte: el género Didymocentrus Kraepelin 1905. Boletín de la Sociedad Entomológica Aragonesa, vol. 42, p. 53-78 (texte intégral).